# Sabana Grande de Orituco
Sabana Grande de Orituco es una población y parroquia del estado Guárico, en el Municipio José Tadeo Monagas, con la capital en Altagracia de Orituco, en los Llanos Orientales. Fundada en 1670, tiene una población de 9.093 habitantes. 
la población se le considera satélite por su cercanía a la Ciudad de Altagracia de Orituco, la separación entre ambas ciudades es de 6 kilómetros.
Este pueblo es cabecera de la parroquia Soublette, Jurisdicción del municipio José Tadeo Monagas del estado Guárico. Está ubicado Nor-Este de Altagracia de Orituco, en el Sur de las últimas estribaciones de la Serrania del Interior, a Longitud 66° 9′ O y Latitud 9° 55′ N, a 500 m s. n. m. Su temperatura promedio anual es de 24,5 °C.

## Historia
Se formó espontáneamente en el transcurso del siglo XIX, en "Una posesión de tierras de labor y cría nombrada Sabana Grande que perteneció antiguamente a Don Domingo de la Cruz Marrero y luego a un vecino Altagraciano de nombre Juan Bustamante, quien pretendió desalojar a las personas que la ocupaban en 1851, fue un caserío de Altagracia de Orituco que en 1875 tenía aproximadamente, 56 casasy 384 habitantes.
La asamblea legislativa del estado Guárico con sede en Calabozo y presidida por el Dr. Pedro María Arévalo Cedeño, crea la Parroquia Soublette, con Sabana Grande como su capital, mediante acuerdo emitido el 26 de febrero de 1912.

## Transporte urbano
El sistema de transporte público en la ciudad de Altagracia de Orituco es compartido con su poblaciones dormitorias; suele ser deficiente en cuanto a calidad del servicio.

## Servicios básicos
La población cuenta con una buena infraestructura de servicios a todos los niveles, como son: acueductos, electricidad, red de gas, teléfono, correo, telégrafo, educación básica, educación media y universitaria, aseo urbano, sistema de sanidad, transporte, especialmente en lo que se refiere a la zona urbana de Altagracia de Orituco, capital del municipio.